# Испытание на уплотнение по Проктору

Кривая уплотнения Теста Проктора.

Испытание на уплотнение по Проктору — лабораторный метод определения оптимальной влажности грунта, при котором грунт становится наиболее плотным. Тест назван в честь американского инженера Ральфа Роско Проктора. 
Уплотнение грунта производится для различных содержаний влаги, и в каждом случае определяется плотность в сухом состоянии. Далее строится графическая зависимость плотности в сухом состоянии от содержания влаги (кривая уплотнения).

## История
Ральф Проктор учился в бакалавриате Калифорнийского университета в Беркли. Его интересовали публикации Алека Скемптона и его идеи о поведении природных глин in situ. Скемптон сформулировал концепции и коэффициенты пористой воды, которые широко используются до сих пор. Идея Проктора заключалась в том, чтобы продвинуть эту концепцию на шаг вперед и сформулировать свои собственные экспериментальные выводы, чтобы найти решение для поведения глины и грунта на месте, которое делает его непригодным для строительства. Его идея, которая позже была принята и изложена Скемптоном, заключалась в уплотнении почвы для установления максимальной практически достижимой плотности почв и агрегатов («практически» подчеркивает, как значение находится экспериментально, а не теоретически). В начале 1930-х Ральф Проктор создал решение для определения максимальной плотности грунтов. Он обнаружил, что в контролируемой среде (или в контрольном объеме) почва может быть уплотнена до такой степени, что воздух может быть полностью удален, что имитирует воздействие условий почвы на месте. Отсюда можно определить сухую плотность, просто измерив вес почвы до и после уплотнения, рассчитав содержание влаги и, кроме того, рассчитав сухую плотность. Ральф Р. Проктор продолжал преподавать в Университете Арканзаса.

## Теория уплотнения почвы
Поскольку для заполнения всех имеющихся пустот необходим широкий спектр частиц, хорошо сортированные почвы имеют тенденцию к лучшему уплотнению, чем плохо градуированные почвы.
Степень уплотнения грунта можно измерить по его сухому весу γ d . Когда вода добавляется в почву, она действует как смягчающее средство для частиц почвы, заставляя их легче скользить между собой. Сначала масса сухой единицы после уплотнения увеличивается по мере увеличения содержания влаги ( ω ), но после превышения оптимального процентного содержания влаги ( ωopt ) любое добавление воды приведет к снижению массы сухой единицы, поскольку поровое давление воды (давление воды между каждой частицей почвы) будет раздвигать частицы почвы, уменьшая трение между ними.

## Сравнение тестов
В исходном тесте Проктора, ASTM D698/AASHTO T99, используется форма с диаметром 100 мм, которая вмещает 1/30 кубических фута (ft3) грунта и требует уплотнения трех отдельных слоев с использованием 25 ударов 5,5 фунт молоток падает 12 дюймов, при уплотняющем усилии 12 375 фут-фунт-сила/фут 3 .   В «модифицированном тесте Проктора», ASTM D1557/AASHTO T180, используется та же форма, но используется 10 фунт молоток падает через 18 дюймов, с 25 ударами на каждом из пяти подъемов, для усилия уплотнения около 56 250 фут-фунт-сила/фут 3 . Оба теста позволяют использовать форму большего размера, 6 дюймов в диаметре и держателем 1/13,333 фут 3, если грунт или заполнитель содержит слишком большую долю частиц размером с гравий, чтобы обеспечить воспроизводимость с 4-дюймовой формой. Обеспечить примерно такое же теоретическое уплотняющее усилие (12 320 ft-lbf/ft 3 для стандартного Proctor и 56 000 ft-lbf/ft 3 для модифицированного Proctor), количество ударов за подъем увеличено до 56.  

## Альтернативное испытание на уплотнение
Департамент транспорта Калифорнии разработал тест California Test 216, который измеряет максимальную плотность во влажном состоянии и контролирует степень уплотнения на основе фактически высоты тестового образца, а не его объема. Основное преимущество этого теста заключается в том, что результаты теста на максимальную плотность становятся доступными быстрее, поскольку нет необходимости в сушке уплотненного образца.